# Yahya al-Gahes
Yahya Saeed al-Gahes (arabisch يحيى سعيد الجاحص; * 19. Februar 1986) ist ein ehemaliger saudischer Leichtathlet, der sich auf den Sprint spezialisiert hat. 2005 wurde er in Incheon Asienmeister über 100 Meter und feierte damit seinen größten sportlichen Erfolg.

## Sportliche Laufbahn
Erste internationale Erfahrungen sammelte Yahya al-Gahes vermutlich im Jahr 2001, als er bei den Jugendweltmeisterschaften in Debrecen mit 10,90 s und 21,88 s jeweils im Halbfinale über 100 und 200 Meter ausschied. Im August startete er mit der saudi-arabischen 4-mal-100-Meter-Staffel bei den Weltmeisterschaften im kanadischen Edmonton und schied dort mit 39,04 s in der Vorrunde aus. Im Jahr darauf schied er bei den Juniorenweltmeisterschaften in Kingston mit 10,79 s in der ersten Runde im 100-Meter-Lauf aus und anschließend gewann er bei den Arabischen Juniorenmeisterschaften in Kairo in 10,68 s die Bronzemedaille über 100 Meter sowie in 22,02 s auch im 200-Meter-Lauf. 2003 siegte er in 10,69 s über 100 Meter bei den Jugendweltmeisterschaften in Sherbrooke und ging in der Sprintstaffel nicht an den Start. Anschließend kam er mit der 4-mal-100-Meter-Staffel bei den Weltmeisterschaften nahe Paris im Vorlauf nicht ins Ziel, ehe er bei den Arabischen Meisterschaften in Amman in 39,06 s die Goldmedaille gewann und damit einen neuen Meisterschaftsrekord aufstellte. Im Jahr darauf siegte er in 10,40 s über 100 Meter bei den Juniorenasienmeisterschaften in Ipoh und belegte daraufhin bei den Juniorenweltmeisterschaften in Grosseto in 10,40 s den fünften Platz. Anschließend siegte er bei den Panarabischen Spielen in Algier in 10,31 s über 100 Meter sowie in 39,40 s auch im Staffelbewerb. 2005 siegte er mit der Staffel in 39,80 s bei den erstmals ausgetragenen Islamic Solidarity Games in Mekka und im September siegte er in 10,39 s über 100 Meter bei den Asienmeisterschaften in Incheon. Zudem gewann er dort mit der Staffel in 39,25 s gemeinsam mit Faraj al-Dosari, Mubarak Ata Mubarak und Hamed Hamadan al-Bishi die Bronzemedaille hinter den Teams aus Japan und Thailand. Anschließend siegte er bei den Arabischen Meisterschaften in Radès in 10,28 s über 100 Meter sowie in 39,88 s auch im Staffelbewerb. Im Dezember gewann er dann auch bei den Westasienspielen in Doha in 10,39 s die Goldmedaille über 100 Meter.
2006 belegte er bei den Asienspielen in Doha in 10,52 s den fünften Platz über 100 Meter und im Jahr darauf belegte er bei den Arabischen Meisterschaften in Amman in 10,51 s den vierten Platz. Anschließend gelangte er bei den Asienmeisterschaften ebendort mit 10,44 s auf den achten Platz und erreichte im Staffelbewerb in 41,05 s Rang sechs. Daraufhin belegte er bei den Militärweltspielen in Hyderabad in 10,43 s den vierten Platz über 100 Meter und gewann mit der Staffel in 39,73 s die Bronzemedaille hinter den Teams aus Italien und Polen. Kurz darauf gewann er bei den Hallenasienspielen in Macau in 6,56 s die Silbermedaille im 60-Meter-Lauf hinter dem Katarer Samuel Francis gewann. Im November gewann er bei den Panarabischen Spielen in Kairo in 10,40 s die Silbermedaille über 100 Meter hinter dem Ägypter Amr Ibrahim Mostafa Seoud und siegte mit der 4-mal-100-Meter-Staffel in 39,99 s. 2009 siegte er mit der Staffel in 40,09 s bei den Arabischen Meisterschaften in Damaskus und im Oktober belegte er bei den Hallenasienspielen in Hanoi in 6,81 s den siebten Platz über 60 Meter. Daraufhin beendete er seine aktive sportliche Karriere im Alter von 23 Jahren.

## Persönliche Bestzeiten
- 100 Meter: 10,28 s (+1,1 m/s), 16. September 2005 in Tunis
  - 60 Meter (Halle): 6,56 s, 30. Oktober 2007 in Macau (saudi-arabischer Rekord)
- 200 Meter: 21,51 s (+1,8 m/s), 27. Februar 2003 in al-Qatif